# Inbuktat vecklarfly
Inbuktat vecklarfly (Ipimorpha retusa) är en fjärilsart som beskrevs av Carl von Linné 1761. Inbuktat vecklarfly ingår i släktet Ipimorpha och familjen nattflyn. Arten är reproducerande i Sverige. Inga underarter finns listade i Catalogue of Life.

## Bildgalleri

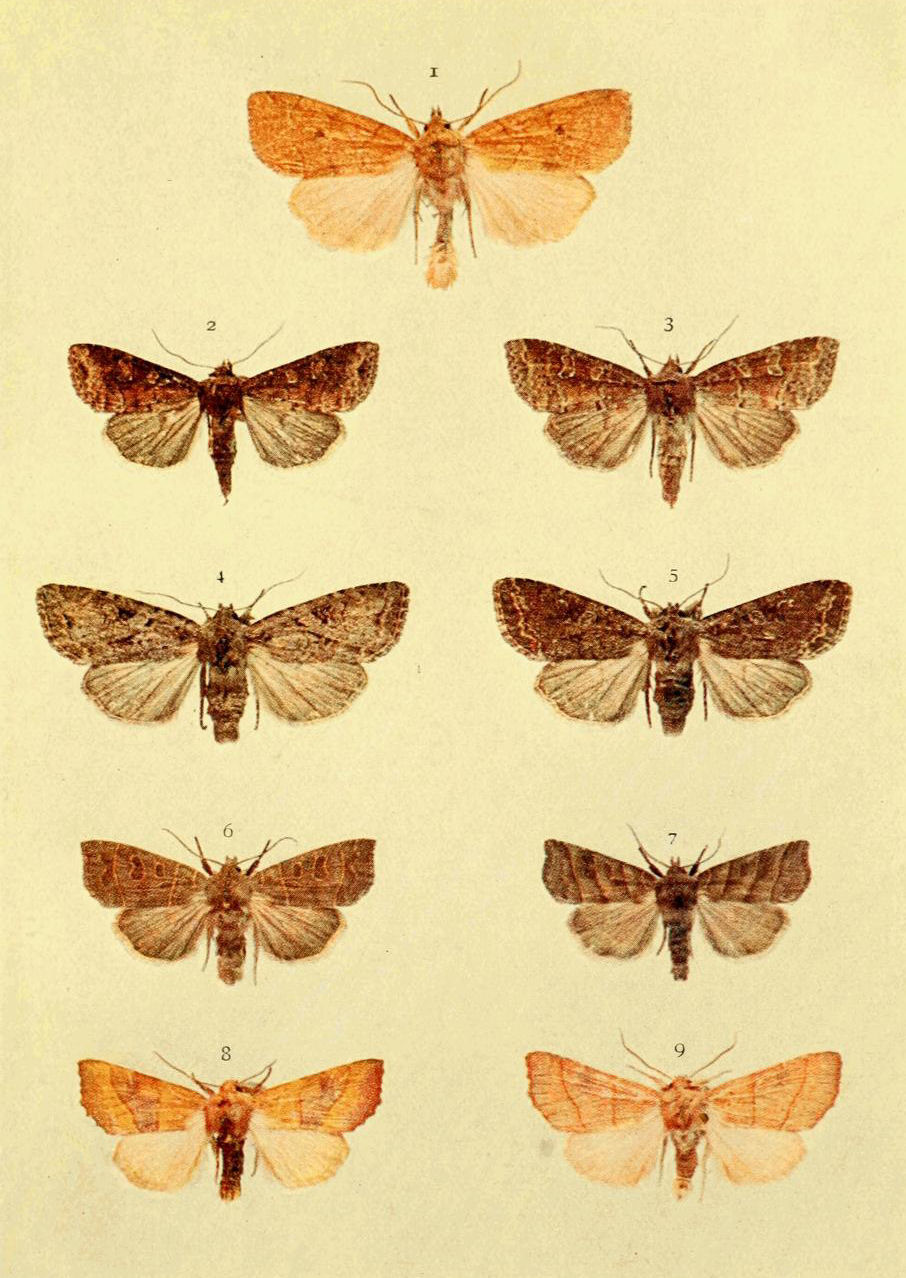